# Pułtusk

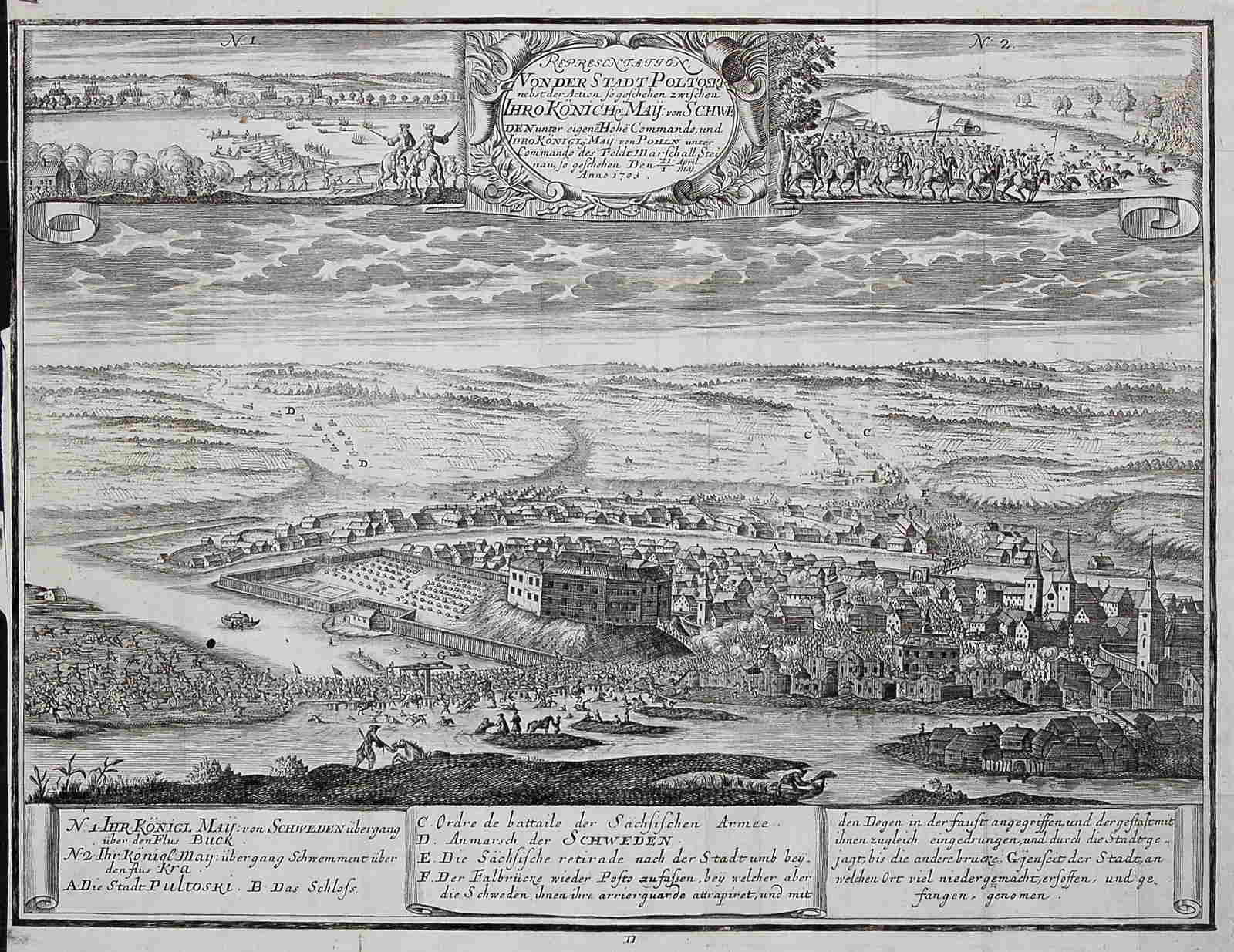
Bătălia din anul 1703

Pułtusk (în germană Ostenburg) este un oraș în Polonia, situat la 70 km de Varșovia.

## Istorie
Orașul a existat încă din secolul al X-lea. În Evul Mediu, aici s-a aflat unul dintre cele mai importante castele cu rol de apărare împotriva prusacilor și lituanienilor. Conform legendei, localitatea s-a numit inițial Tusk, dar în urma unui potop care a distrus jumătate din oraș, acesta a fost redenumit Puștusk ("Pół" sau "puł" este un prefix polonez pentru "jumătate"). Cu toate acestea, se presupune că orașul a primit denumirea de la un râu numit Pełta.
Datorită unui vad pe râul situat în apropiere, localitatea a devenit un important centru comercial. În anul 1440 a fost fondată o academie care a fost considerată una din cele mai influente școli superioare din Polonia. La 1595 existau peste 600 de studenți care frecventau academia, iar numărul acestora a ajuns la 900 în anul 1696. Pułtusk a fost distrus de lituanieni în 1262 și 1324. În secolul al XIV-lea, orașul a devenit sediul episcopilor de Płock. Orașul a fost din nou ars de lituanieni în 1368, dar după Uniunea de la Krewo, raidurile lituanienilor au fost oprite, iar așezarea a fost reconstruită.
În data de 21 aprilie 1703, în timpul Marelui Război al Nordului, a avut loc la Puștusk o bătălie unde armata suedeză a capturat o mare parte a armatei saxone. Deși intitial orașul a fost cucerit de armata poloneză condusă de Marshal Wincenty Gosiewski, acesta a fost recucerit și distrus de suedezi. După împărțirea Poloniei, orașul a fost anexat de către  Regatul Prusiei

## Atracții turistice
- Biserica Gotică Bazylika Zwiastowania NMP
- Piața Orașului Vechi
- Primăria
- Castelul Polonia (în prezent un hotel numit Dom Polonii)
- Monumentul evreilor uciși din Pułtusk
- Cimitirul militar sovietic

## Galerie

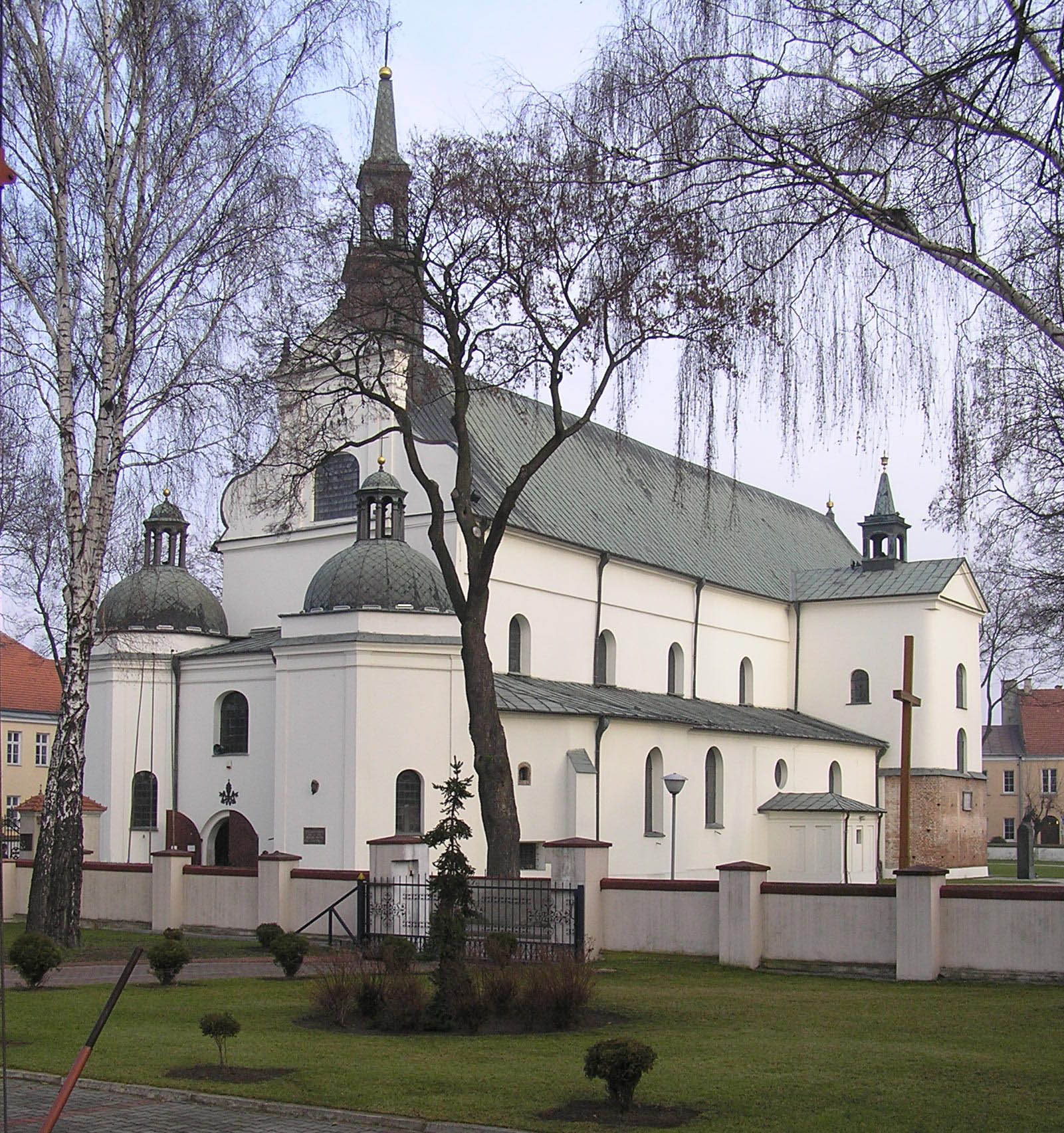
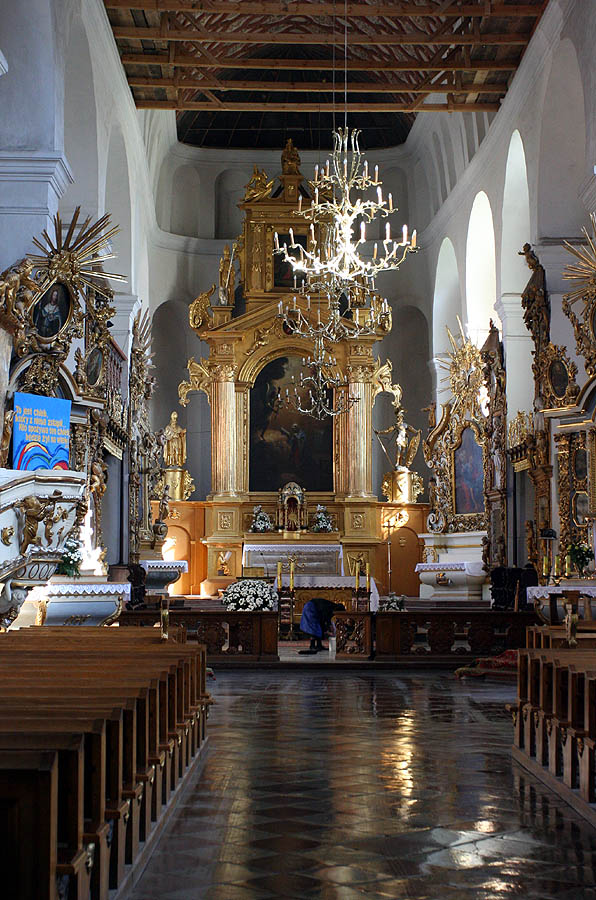
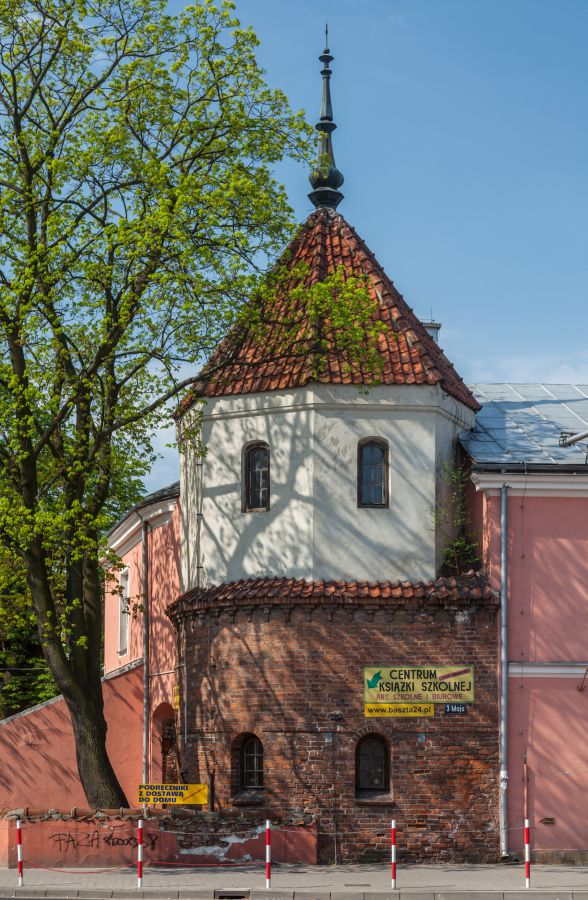
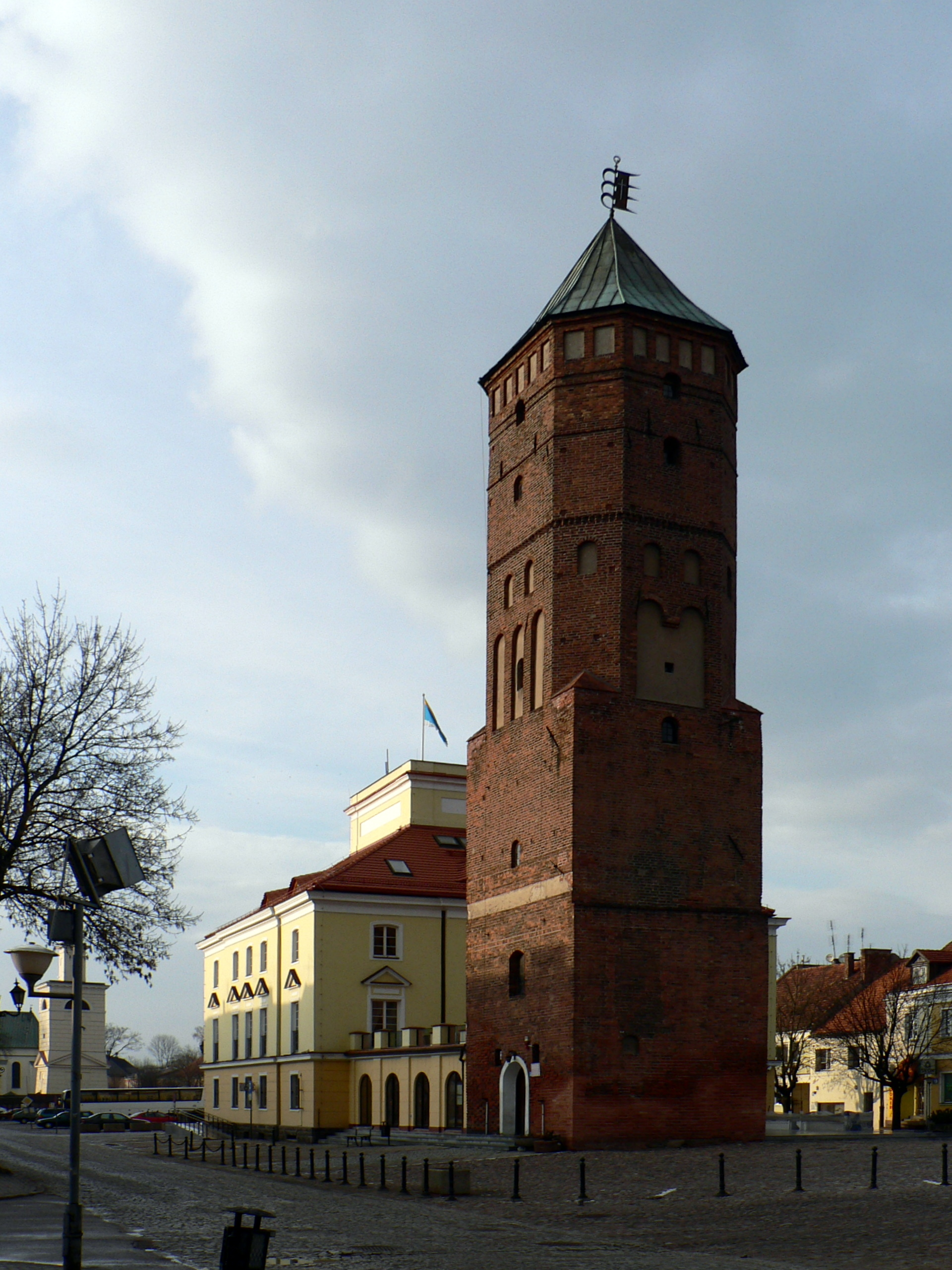
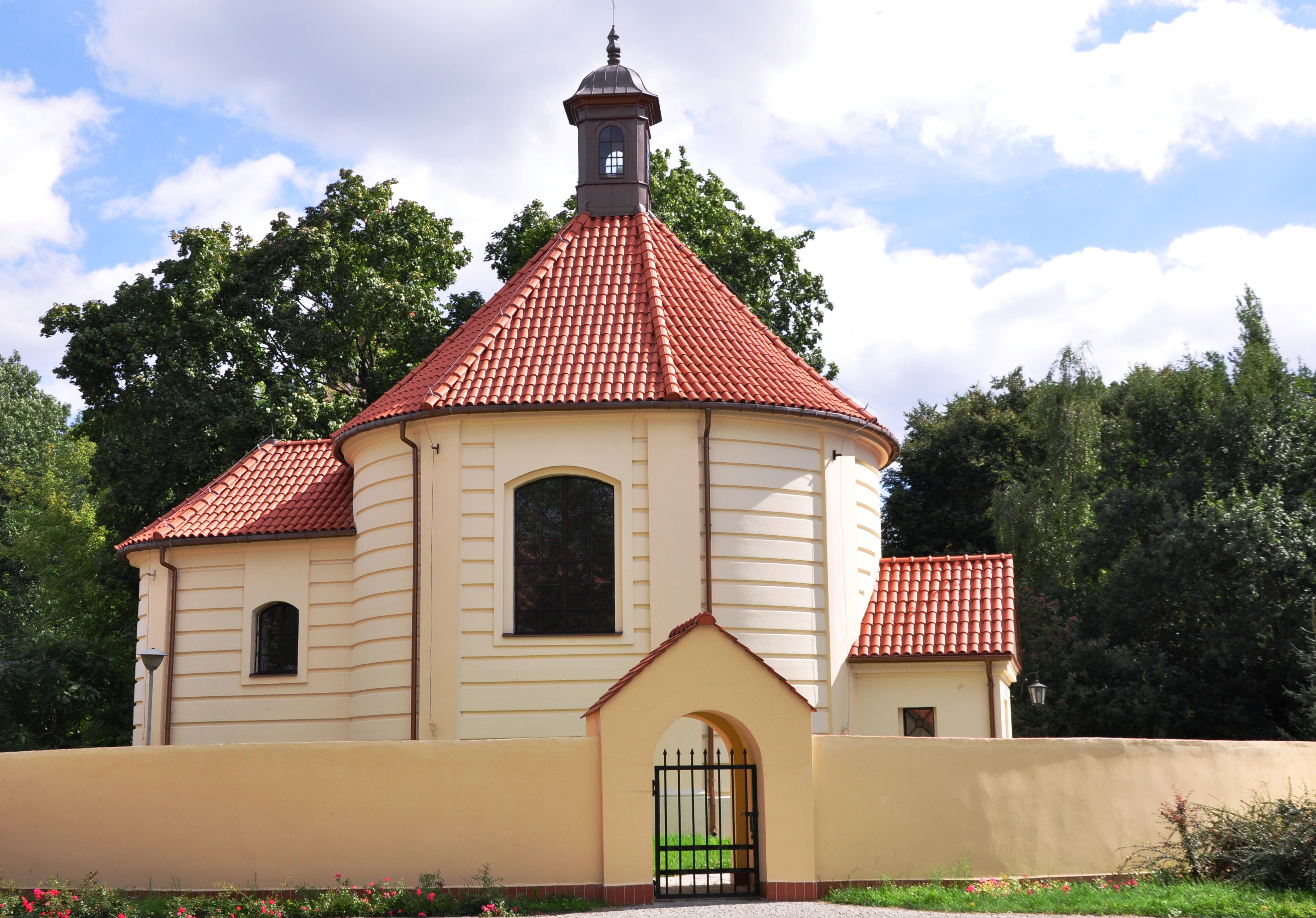
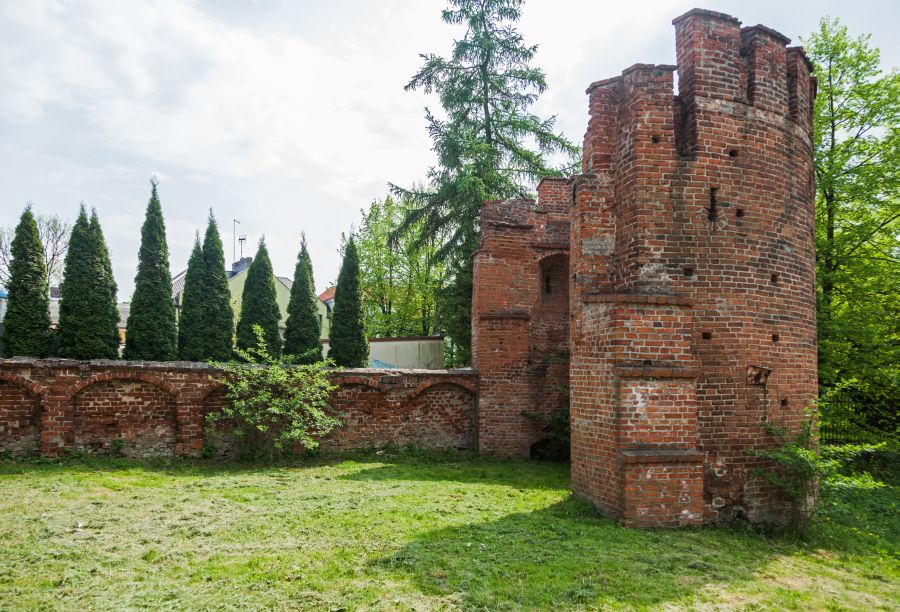
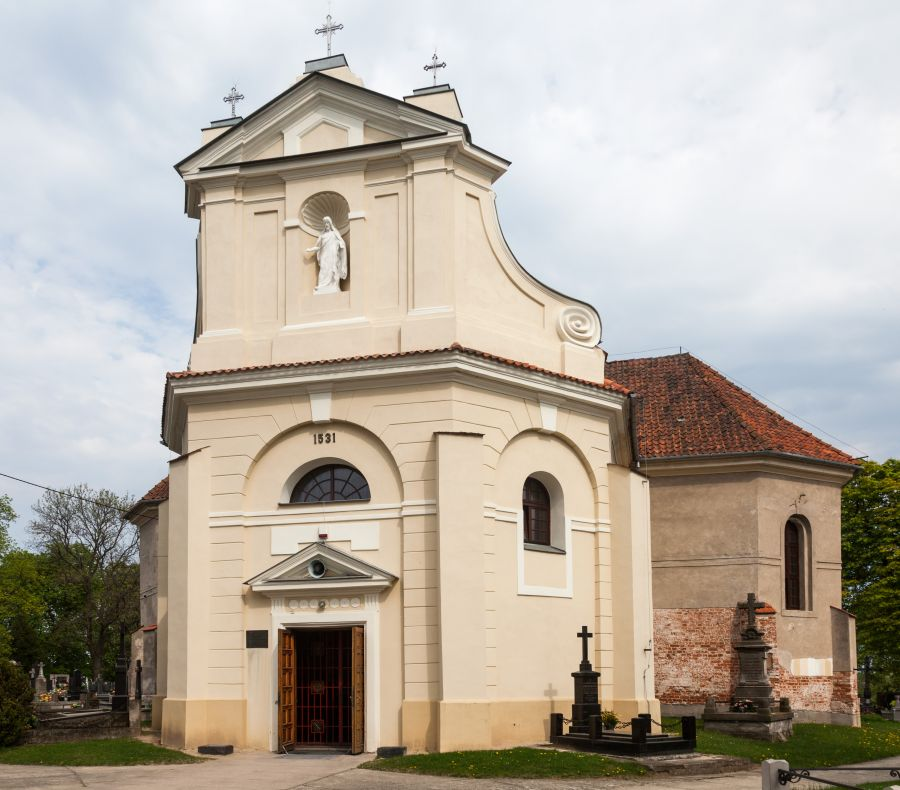
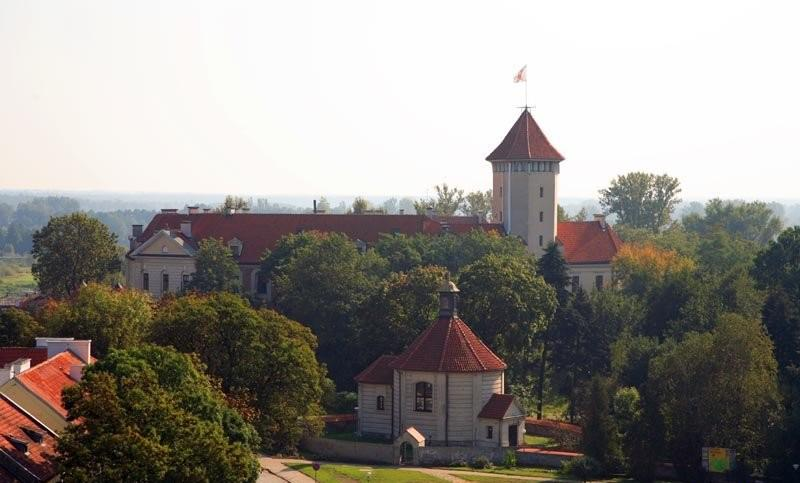
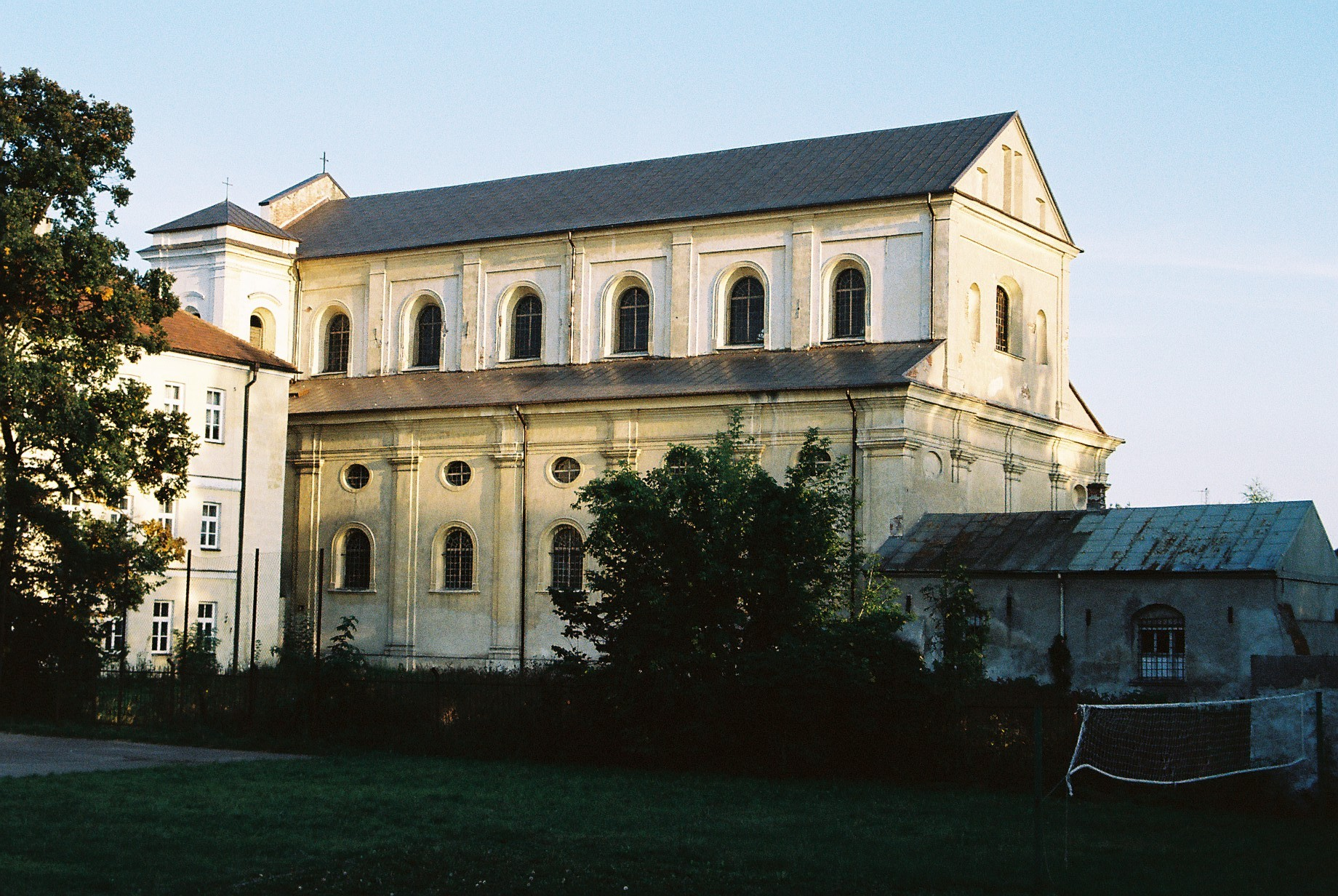
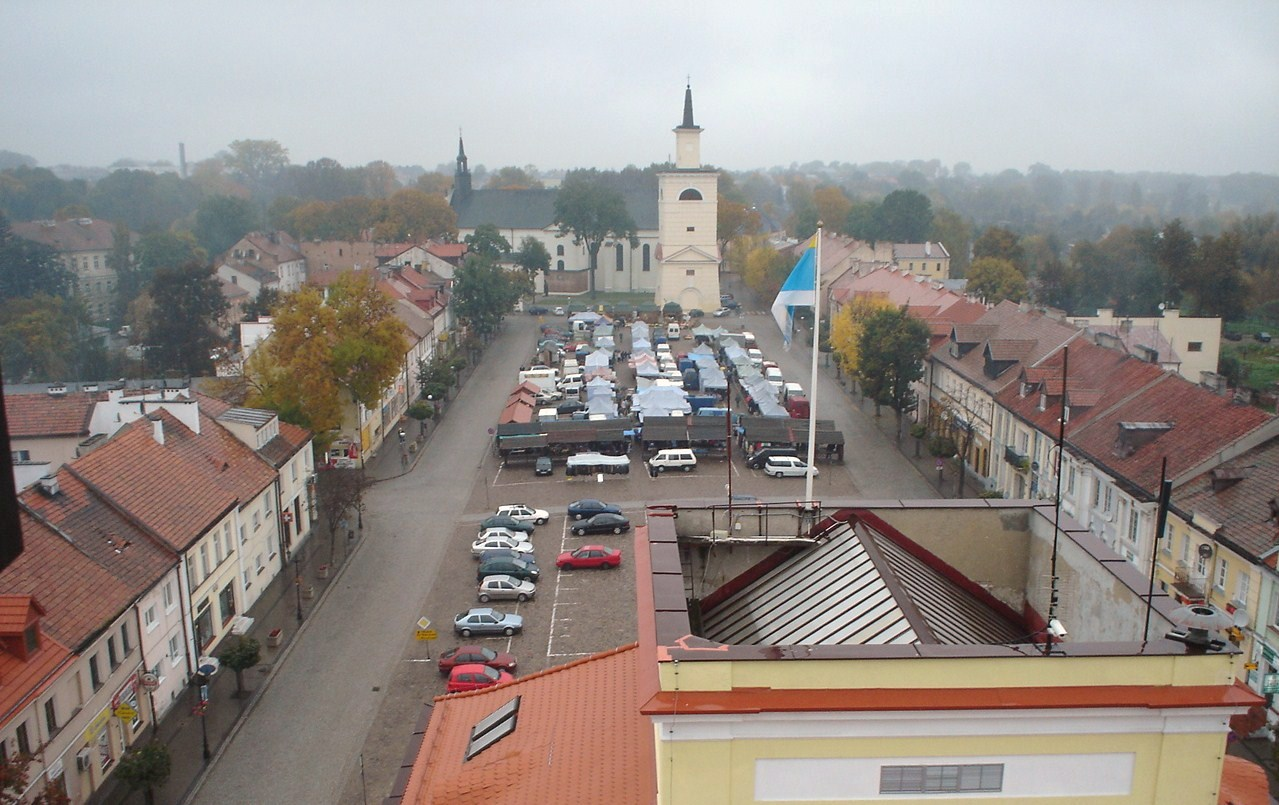
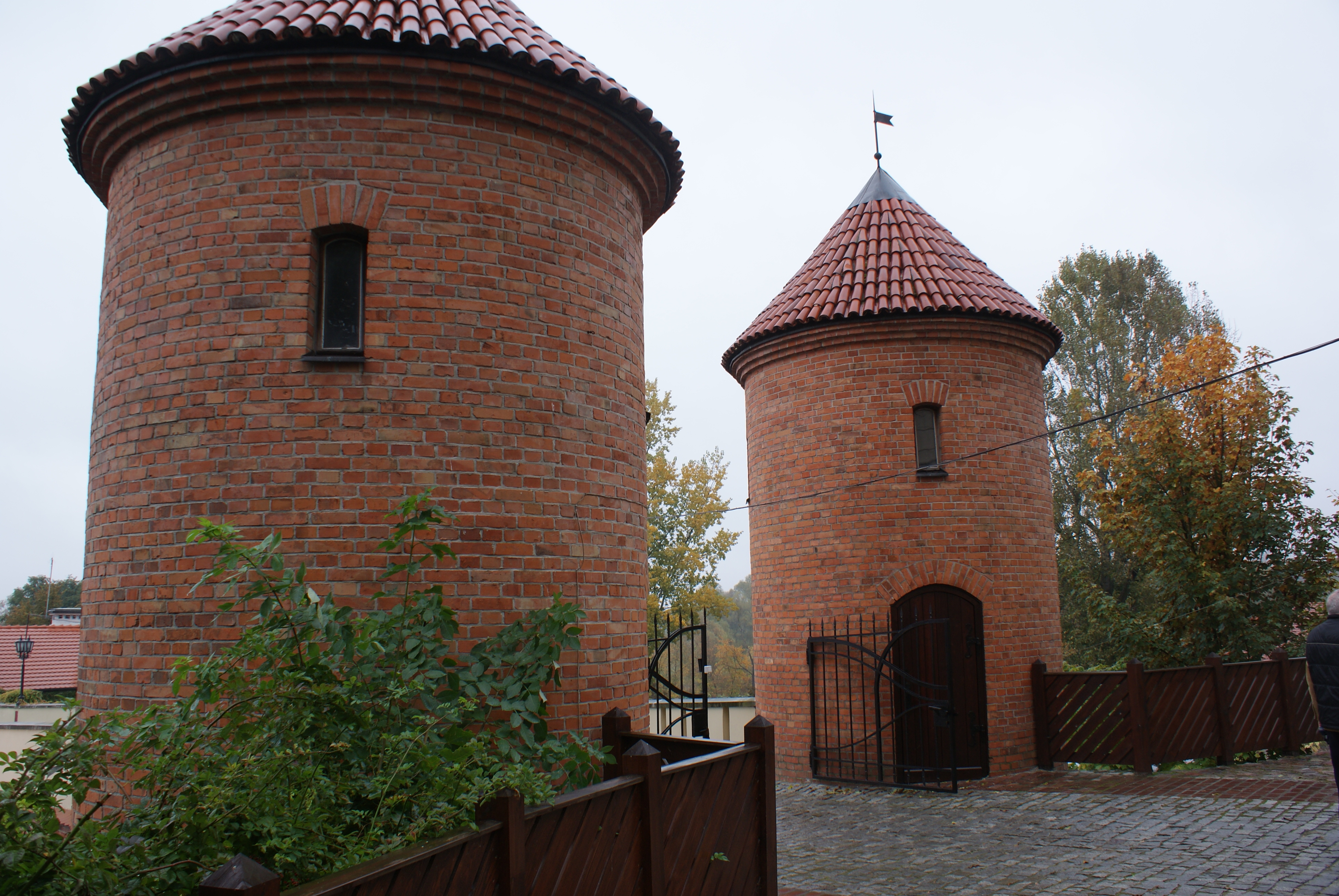
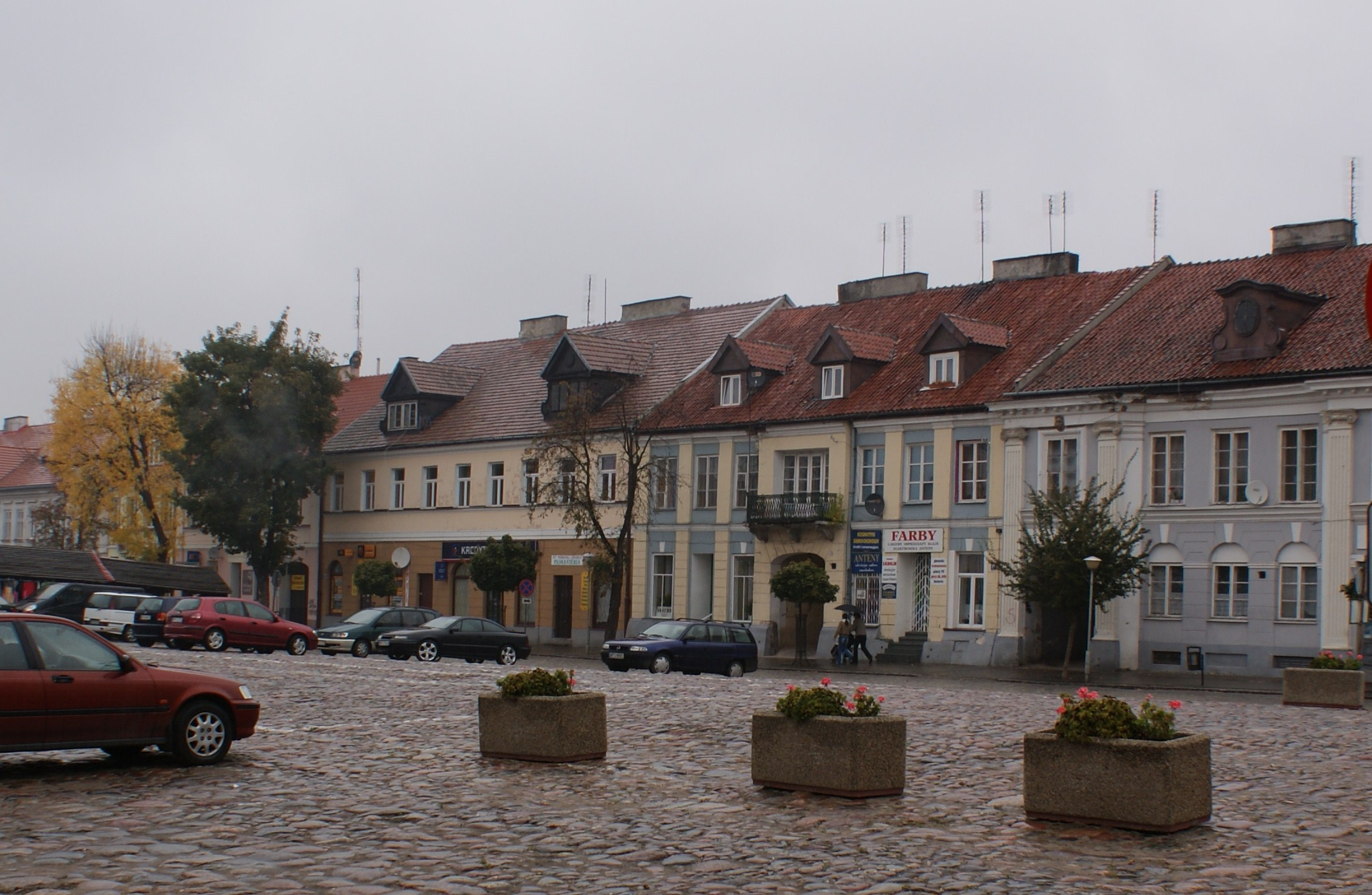
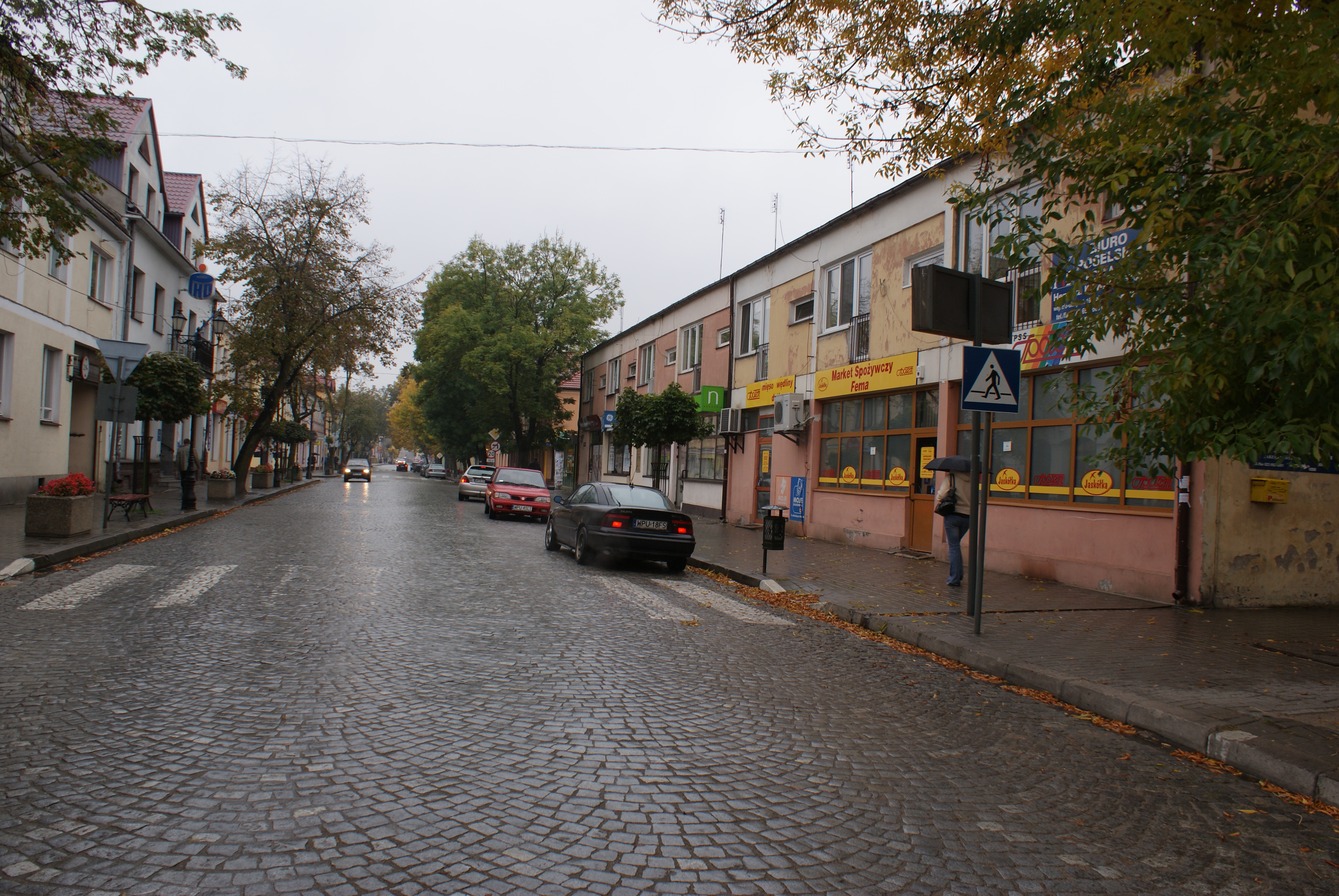
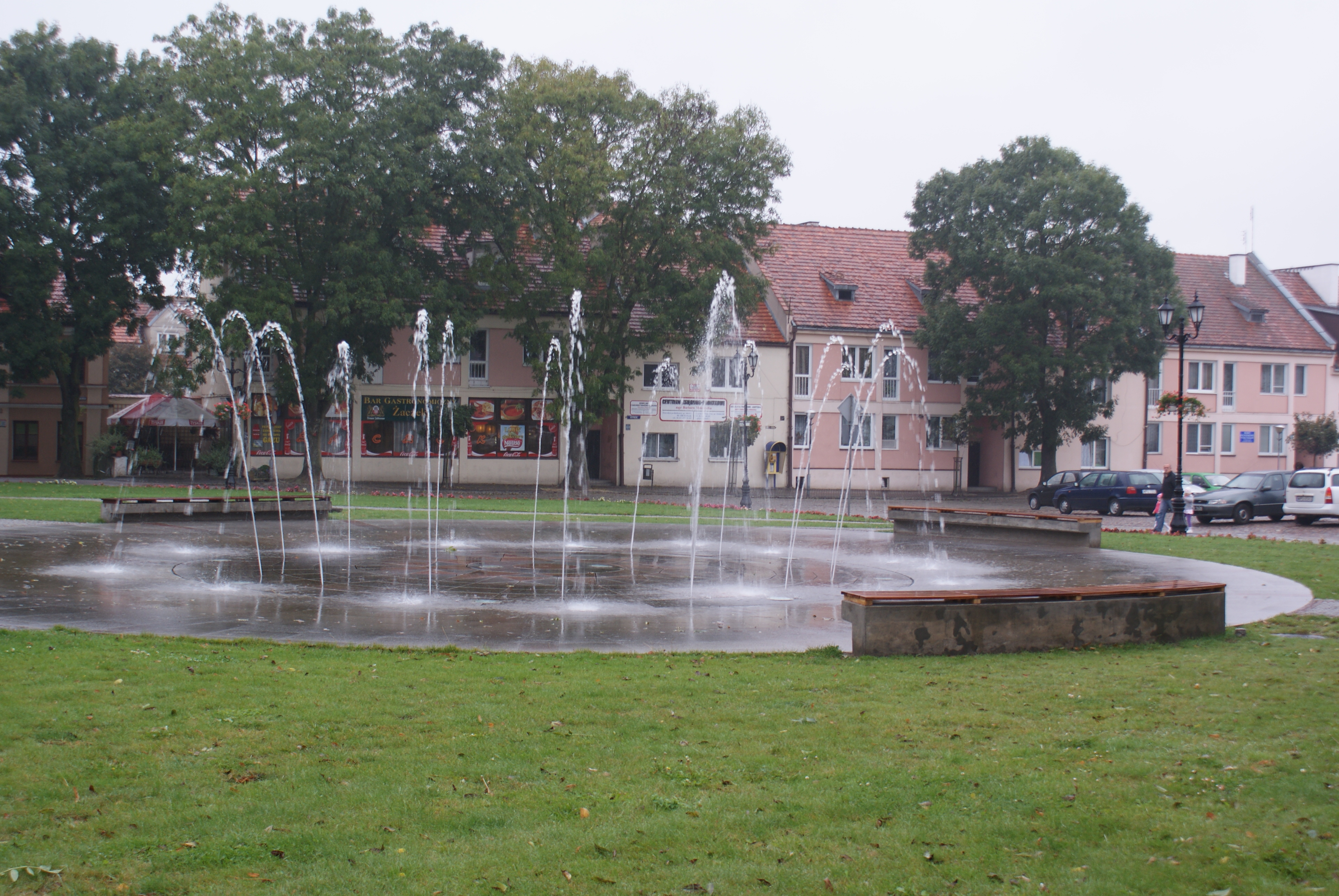
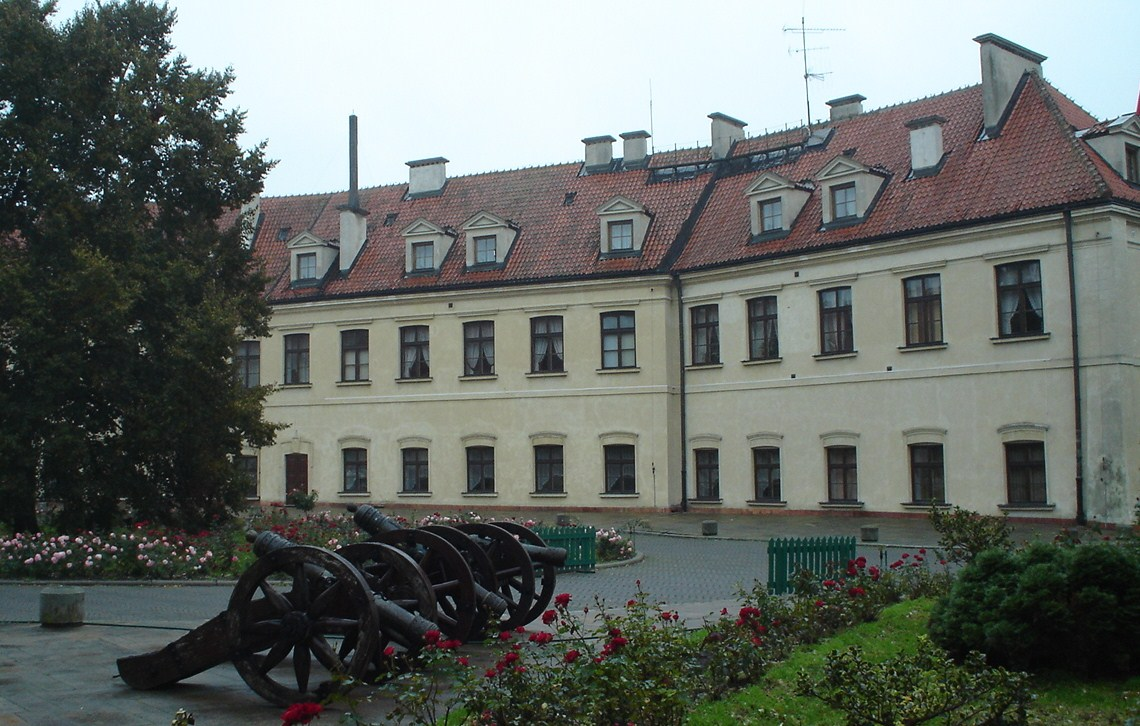

## Orașe înfrățite
- Senica, Slovacia
- Montmorency, Franța
- New Britain, Statele Unite